# Lista filmów produkcji Columbia Pictures
Chronologiczna lista filmów produkcji wytwórni filmowej Columbia Pictures:
Lata 1930.
- Grosze z nieba (1936)

Lata 1960.
- Pepe (1960)
- Cudzymi rękami (1969)
- Początkujący żołnierz (1969)

Lata 1970.
- Zaloty (1970)
- Uciekający punkt (1970)
- Człowiek-arbuz (1970)
- Najemnicy (1970)
- Okruchy życia (1970)
- Pięć łatwych utworów (1970)
- Egzekutor (1970)
- Mind of Mr. Soames (1970)
- Nigdy nie śpiewałem dla mojego ojca (1970)
- Cromwell (1970)
- Puchacz i kotka (1970)
- Na krawędzi (1970)
- Mężowie (1970)
- Dziewczyna inna niż wszystkie (1970)
- Śledztwo w sprawie obywatela poza wszelkim podejrzeniem (1970)
- Małżeństwo (1970)
- Kolano Klary (1970)
- Człowiek zwany młotem (1970)
- Posłaniec (1971)
- W pogoni za szczęściem (1971)
- Brother John (1971)
- Odcięta głowa (1971)
- Dom przy Rillington Place 10 (1971)
- Summertree (1971)
- Jedźmy przed siebie (1971)
- Taśmy prawdy (1971)
- Jeźdźcy (1971)
- Bractwo Szatana (1971)
- Błędne koło (1971)
- Maszyna miłości (1971)
- Nie widząc zła (1971)
- Tragedia Makbeta (1971)
- Ostatni seans filmowy (1971)
- Piosenka Briana (1971)
- W dniu urodzin Wandy June (1971)
- Mikołaj i Aleksandra (1971)
- Dolary (1971)
- Pan Hulot wśród samochodów (1971)
- Cenny łup (1971)
- A teraz coś z zupełnie innej beczki (1971)
- Wielki szef (1971)
- Prywatny detektyw (1971)
- Rodeo (1972)
- Cisco Pike (1972)
- X,y i zet (1972)
- Czarny kowboj (1972)
- Motyle są wolne (1972)
- Zachłanne miasto (1972)
- Nowi Centurionowie (1972)
- Papież Joanna (1972)
- Miłość po południu (1972)
- Młody Winston (1972)
- Król Marvin Gardens (1972)
- Joe Valachi (1972)
- 1776 (1972)
- Dirty Little Billy (1972)
- Obrazy (1972)
- Czarny mściciel (1972)
- Taka ładna dziewczyna (1972)
- Shamus (1973)
- Zagubiony horyzont (1973)
- Godspell (1973)
- Miłość i ból i ta cała cholerna reszta (1973)
- Najemnik (1973)
- Czterdzieści karatów (1973)
- Taka była Oklahoma (1973)
- Kamienny zabójca (1973)
- Tacy byliśmy (1973)
- Ostatnie zadanie (1973)
- Papillon (1973)
- Szalony Joe (1974)
- Podróż Sindbada do Złotej Krainy (1974)
- Zakochani w Molly (1974)
- Książęta z Flatbush (1974)
- Dla dobra Pete’a (1974)
- Życzenie śmierci (1974)
- Kalifornijski poker (1974)
- Mutacje (1974)
- Akta Odessy (1974)
- Wyznania pomywacza okien (1974)
- Krwawe pieniądze (1974)
- Emmanuelle (1974)
- Z nami nie ma żartów (1974)
- Żony ze Stepford (1975)
- Szampon (1975)
- Zabawna dama (1975)
- Tommy (1975)
- Fortuna (1975)
- Brawurowe porwanie (1975)
- Wiatr i lew (1975)
- Z zaciśniętymi zębami (1975)
- Gorączka białej linii (1975)
- Ciężkie czasy (1975)
- Strach nad miastem (1975)
- Człowiek, który chciał być królem (1975)
- Taksówkarz (1976)
- Powrót Robin Hooda (1976)
- Baby Blue Marine (1976)
- Harry i Walter jadą do Nowego Jorku (1976)
- Zabity na śmierć (1976)
- Obsesja (1976)
- Figurant (1976)
- Nickelodeon (1976)
- Orzeł wylądował (1976)
- Dick i Jane (1977)
- Niepokonany (1977)
- Głębia (1977)
- Maszeruj lub giń (1977)
- Sindbad i oko tygrysa (1977)
- Bobby Deerfield (1977)
- Bliskie spotkania trzeciego stopnia (1977)
- Kompania marines C (1978)
- Zabójstwo w Amsterdamie (1978)
- Cień Caseya (1978)
- Opowieść o Buddym Hollym (1978)
- Dzięki Bogu już piątek (1978)
- Tani detektyw (1978)
- Oczy Laury Mars (1978)
- Midnight Express (1978)
- Komandosi z Navarony (1978)
- Suita kalifornijska (1978)
- Zamki na lodzie (1978)
- Gra śmierci (1978)
- Dwa światy (1979)
- Chiński syndrom (1979)
- Hanover Street (1979)
- Ravagers (1979)
- Nocne skrzydła (1979)
- Kaktus Jack (1979)
- Trefny towar (1979)
- ...i sprawiedliwość dla wszystkich (1979)
- Kiedy dzwoni nieznajomy (1979)
- Skatetown, U.S.A. (1979)
- 1941 (1979)
- Sprawa Kramerów (1979)
- Cały ten zgiełk (1979)
- Elektryczny jeździec (1979)
- Tess (1979)

Lata 1980.
- Rycerze hollywoodzkich nocy (1980)
- Ludzie z gór (1980)
- Noc szaleńca (1980)
- Sie ma Mojżesz (1980)
- Błękitna laguna (1980)
- Używane samochody (1980)
- Gloria (1980)
- Studencka miłość (1980)
- Teraz moja kolej (1980)
- Dotyk miłości (1980)
- Konkurs (1980)
- Czyste szaleństwo (1980)
- Jak za starych czasów (1980)
- American Pop (1981)
- Nowoczesny romans (1981)
- Koniec szkoły (1981)
- Upiorne urodziny (1981)
- Przyjemnych snów (1981)
- Szarże (1981)
- Heavy Metal (1981)
- Tylko gdy się śmieję (1981)
- Sąsiedzi (1981)
- Bez złych intencji (1981)
- Okręt (1981)
- Ten od serca (1982)
- Życzenie śmierci 2 (1982)
- Utajona furia (1982)
- Gdy zło jest dobrem (1982)
- Hanki Panki czyli ważna sprawa (1982)
- Annie (1982)
- Z deszczu pod rynnę (1982)
- Burza (1982)
- Misjonarz (1982)
- Pirania II: Latający mordercy (1982)
- Gandhi (1982)
- Zabawka (1982)
- Tootsie (1982)
- Draka na plaży (1983)
- Błękitny grom (1983)
- Kosmiczne łowy (1983)
- Ci, którzy przetrwają (1983)
- Krull (1983)
- Yor, myśliwy z przyszłości (1983)
- Edukacja Rity (1983)
- Wielki chłód (1983)
- Garderobiany (1983)
- Christine (1983)
- Mężczyzna, który kochał kobiety (1983)
- Przeciw wszystkim (1984)
- Moskwa nad rzeką Hudson (1984)
- Pogromcy duchów (1984)
- Karate Kid (1984)
- Sheena: Królowa Dżungli (1984)
- Opowieści żołnierza (1984)
- Ostrze brzytwy (1984)
- Świadek mimo woli (1984)
- Wielkie uczucie (1984)
- Gwiezdny przybysz (1984)
- Podróż do Indii (1984)
- Micki i Maude (1984)
- Nowi (1985)
- Do przodu (1985)
- Koń imieniem Sylwester (1985)
- Nie wszystko dla miłości (1985)
- Po prostu chłopak (1985)
- Być doskonałym (1985)
- Ognie św. Elma (1985)
- Silverado (1985)
- Postrach nocy (1985)
- Oblubienica Frankensteina (1985)
- Tajemnica klasztoru Marii Magdaleny (1985)
- Zębate ostrze (1985)
- Białe noce (1985)
- Chór (1985)
- Romans Murphy’ego (1985)
- Pustynny kwiat (1986)
- Żywe srebro (1986)
- Na rozdrożu (1986)
- Troskliwe misie: Nowe pokolenie (1986)
- Fiołki są błękitne (1986)
- Fala zbrodni (1986)
- Saving Grace (1986)
- Podróż przez życie (1986)
- Wielki kłopot (1986)
- Karate Kid II (1986)
- Koneko monogatari (1986)
- Amerykański hymn (1986)
- Na ostrzu noża (1986)
- Stań przy mnie (1986)
- Niezły bajzel (1986)
- Uzbrojeni i niebezpieczni (1986)
- One More Saturday Night (1986)
- Stewardess School (1986)
- Takie jest życie (1986)
- Gdzie są dzieci? (1986)
- 84 Charring Cross Road (1987)
- Ishtar (1987)
- Roxanne (1987)
- Lato białej wody (1987)
- La Bamba (1987)
- Szczęśliwego Nowego Roku (1987)
- Wielki luz (1987)
- Wielkie miasto (1987)
- Nadzieja i chwała (1987)
- Osaczona (1987)
- Mieć własny kąt (1987)
- Leonard, część 6 (1987)
- Ostatni cesarz (1987)
- Szkolne oszołomienie (1988)
- Impuls (1988)
- Vice versa (1988)
- Mały Nikita (1988)
- Anglik w Nowym Jorku (1988)
- Zelly i Ja (1988)
- Czas przeznaczenia (1988)
- Biała gorączka (1988)
- Hanussen (1988)
- Nowe przygody Pippi Langstrumpf (1988)
- Wibracje (1988)
- Wielki błękit (1988)
- Pogrzeb wikinga (1988)
- Cudowna mila (1988)
- Ja i on (1988)
- Zabić księdza (1988)
- Bestia (1988)
- Puenta (1988)
- Fortuna kołem się toczy (1988)
- Świeże konie (1988)
- Moja macocha jest kosmitką (1988)
- Przygody barona Munchausena (1988)
- Czas Cyganów (1988)
- Dowód rzeczowy (1989)
- Samotny w obliczu prawa (1989)
- Drużyna z Beverly Hills (1989)
- Szalona małolata (1989)
- Zimowi ludzie (1989)
- Wysłuchaj mnie (1989)
- Pogromcy duchów II (1989)
- Karate Kid III (1989)
- Bogowie muszą być szaleni II (1989)
- Napijmy się razem herbaty (1989)
- Kiedy Harry poznał Sally (1989)
- Ofiary wojny (1989)
- Kawał kina (1989)
- Witaj w domu (1989)
- Stary Gringo (1989)
- Rodzina zastępcza (1989)
- Ogary z Broadwayu (1989)
- Upiór w operze (1989)

Lata 1990.
- Odwet (1990)
- Forbidden Dance (1990)
- Władca much (1990)
- Linia życia (1990)
- Pocztówki znad krawędzi (1990)
- Texasville (1990)
- Piąta małpa (1990)
- The Spirit of ’76 (1990)
- Noc żywych trupów (1990)
- Siostrzyczki (1990)
- Czcigodni mordercy (1990)
- Misery (1990)
- Przebudzenia (1990)
- Motywy zbrodni (1991)
- Zimny jak głaz (1991)
- Sułtani westernu (1991)
- Chłopaki z sąsiedztwa (1991)
- Powrót do błękitnej laguny (1991)
- Podwójne uderzenie (1991)
- Niespełnione obietnice (1991)
- Podejrzenie (1991)
- Spóźnieni na obiad (1991)
- Jak obrobić Beverly Hills (1991)
- Moja dziewczyna (1991)
- Książę przypływów (1991)
- Wewnętrzny krąg (1991)
- Marzyciele, czyli potęga wyobraźni (1992)
- Złudne szczęście (1992)
- Gladiator (1992)
- Lunatycy (1992)
- Rok komety (1992)
- Ich własna liga (1992)
- Więcej szmalu (1992)
- Sublokatorka (1992)
- Miesiąc miodowy w Las Vegas (1992)
- El Mariachi (1992)
- Komik na sobotę (1992)
- Przypadkowy bohater (1992)
- Rzeka życia (1992)
- Drakula (1992)
- Ludzie honoru (1992)
- Uciec, ale dokąd? (1993)
- Ponętna siostra Lucyfera (1993)
- Dzień świstaka (1993)
- Amos i Andrew (1993)
- Ogóras (1993)
- Zagubieni w Yonkers (1993)
- Bohater ostatniej akcji (1993)
- Na linii ognia (1993)
- Poetic Justice – Film o miłości (1993)
- Robin Hood: Faceci w rajtuzach (1993)
- Sprzedawca śmierci (1993)
- Dziewczyna z kalendarza (1993)
- Pole rażenia (1993)
- Wiek niewinności (1993)
- Pełnia zła (1993)
- Gra o życie (1993)
- Okruchy dnia (1993)
- Ucieczka w nieznane (1993)
- Geronimo: amerykańska legenda (1993)
- Potyczki z Jeannie (1994)
- Moja dziewczyna 2 (1994)
- Złoto dla naiwnych: Z powrotem w siodle (1994)
- Wilk (1994)
- Wielka mała liga (1994)
- Małolat (1994)
- Karate Kid IV: Mistrz i uczennica (1994)
- Blankman (1994)
- Leon zawodowiec (1994)
- Skazani na Shawshank (1994)
- Tak jak lubię (1994)
- Droga do Wellville (1994)
- Małe kobietki (1994)
- Uliczny wojownik (1994)
- Wieczna miłość (1995)
- Studenci (1995)
- Przed wschodem słońca (1995)
- Na dobre i złe (1995)
- Dolores (1995)
- Bad Boys (1995)
- Zapomnij o Paryżu (1995)
- Rycerz króla Artura (1995)
- Indianin w kredensie (1995)
- System (1995)
- Klub Baby-Sitters (1995)
- Ucieczka z Rangunu (1995)
- Desperado (1995)
- Kolacja z arszenikiem (1995)
- The Run of the Country (1995)
- Za wszelką cenę (1995)
- Miłość w Białym Domu (1995)
- Pociąg z forsą (1995)
- Rozważna i romantyczna (1995)
- Otello (1995)
- Dracula – wampiry bez zębów (1995)
- Pod presją (1996)
- Ludzie miasta (1996)
- Trzech facetów z Teksasu (1996)
- Szkoła czarownic (1996)
- Telemaniak (1996)
- Striptiz (1996)
- Mężowie i żona (1996)
- Przygoda na Alasce (1996)
- W cieniu przeszłości (1996)
- Droga do domu (1996)
- Maksimum ryzyka (1996)
- Krytyczna terapia (1996)
- Spirala przemocy (1996)
- Skandalista Larry Flynt (1996)
- Autobus (1996)
- O czym szumią wierzby (1996)
- Duchy Missisipi (1996)
- Hamlet (1996)
- Polubić czy poślubić (1997)
- Władza absolutna (1997)
- Podryw (1997)
- Zdrada (1997)
- Ryzykanci (1997)
- Anakonda (1997)
- Piąty element (1997)
- Kumpel (1997)
- Faceci w czerni (1997)
- Air Force One (1997)
- Spryciarz (1997)
- Nadbagaż (1997)
- Koszmar minionego lata (1997)
- Gattaca – szok przyszłości (1997)
- Spice World (1997)
- Efekt Zero (1998)
- Zabójczy układ (1998)
- Palmetto (1998)
- Dzikie żądze (1998)
- Mój przyjaciel olbrzym (1998)
- Kwaśne winogrona (1998)
- Nędznicy (1998)
- Szalona impreza (1998)
- Miłosna samba (1998)
- Shadrach (1998)
- Łowcy wampirów (1998)
- Szalona kapela (1998)
- Koszmar następnego lata (1998)
- Mamuśka (1998)
- Gloria (1999)
- Osiem milimetrów (1999)
- Szkoła uwodzenia (1999)
- Głębia oceanu (1999)
- Go (1999)
- Zręczne ręce (1999)
- Trzynaste piętro (1999)
- Super tata (1999)
- Muppety z kosmosu (1999)
- Dick (1999)
- Diamentowa afera (1999)
- Jakub kłamca (1999)
- Elmo (1999)
- Zagubione serca (1999)
- Wariatka z Alabamy (1999)
- Kolekcjoner kości (1999)
- Joanna d’Arc (1999)
- Koniec romansu (1999)
- Wirtualna miłość (1999)
- Człowiek przyszłości (1999)
- Stuart Malutki (1999)
- Dogonić marzenia (1999)
- Przerwana lekcja muzyki (1999)

Lata 2000.
- Gorąca linia (2000)
- Z księżyca spadłeś? (2000)
- Erin Brockovich (2000)
- Wszystkie chwyty dozwolone (2000)
- 28 dni (2000)
- Marzyłam o Afryce (2000)
- Oszustwo (2000)
- Światła sceny (2000)
- Patriota (2000)
- Frajer (2000)
- Człowiek widmo (2000)
- Anatomia (2000)
- U progu sławy (2000)
- Ulice strachu: Ostatnia odsłona (2000)
- Aniołki Charliego (2000)
- 6-ty dzień (2000)
- Granice wytrzymałości (2000)
- Szukając siebie (2000)
- Rącze konie (2000)
- Co za tupet! (2000)
- Powiedz tak (2001)
- Twarda laska (2001)
- Krawiec z Panamy (2001)
- Kocurek (2001)
- Joe Dirt (2001)
- Obłędny rycerz (2001)
- Zwierzak (2001)
- Ewolucja (2001)
- Baby Boy (2001)
- Final Fantasy: Wojna dusz (2001)
- Ulubieńcy Ameryki (2001)
- Dom Glassów (2001)
- Glitter (2001)
- Chłopaki mojego życia (2001)
- Trzynaście duchów (2001)
- Tylko jeden (2001)
- To nie jest kolejna komedia dla kretynów (2001)
- Anarchiści (2001)
- Ali (2001)
- Helikopter w ogniu (2001)
- Azyl ( (2002)
- Ostrożnie z dziewczynami (2002)
- Spider-Man (2002)
- Nowy (2002)
- Nigdy więcej (2002)
- Mr. Deeds – milioner z przypadku (2002)
- Faceci w czerni 2 (2002)
- Stuart Malutki 2 (2002)
- Mistrz kamuflażu (2002)
- xXx (2002)
- Kasa albo życie (2002)
- 24 godziny (2002)
- Lewy sercowy (2002)
- Ja, szpieg (2002)
- Osiem szalonych nocy (2002)
- Adaptacja (2002)
- Pokojówka na Manhattanie (2002)
- Parasol bezpieczeństwa (2003)
- Gdy zapada zmrok (2003)
- Łzy słońca (2003)
- Sekcja 8. (2003)
- Dwóch gniewnych ludzi (2003)
- Tożsamość (2003)
- Małolaty u taty (2003)
- Wydział zabójstw, Hollywood (2003)
- Aniołki Charliego: Zawrotna szybkość (2003)
- Terminator 3: Bunt maszyn (2003)
- Bad Boys 2 (2003)
- Gigli (2003)
- S.W.A.T. Jednostka specjalna (2003)
- Pewnego razu w Meksyku: Desperado 2 (2003)
- Witajcie w dżungli (2003)
- Radio (2003)
- Gothika (2003)
- Zaginione (2003)
- Piotruś Pan (2003)
- Duża ryba (2003)
- Lepiej późno niż później (2003)
- Uśmiech Mony Lizy (2003)
- 50 pierwszych randek (2004)
- Sekretne okno (2004)
- Hellboy (2004)
- Dziś 13, jutro 30 (2004)
- Zawiść (2004)
- Agenci bardzo specjalni (2004)
- Spider-Man 2 (2004)
- Czarna książeczka (2004)
- Anakondy: Polowanie na krwawą orchideę (2004)
- Kung fu szał (2004)
- Życie, którego nie było (2004)
- The Grudge – Klątwa (2004)
- Święta last minute (2004)
- Bliżej (2004)
- Trudne słówka (2004)
- Daleko jeszcze? (2005)
- Hitch: Najlepszy doradca przeciętnego faceta (2005)
- Anioł stróż (2005)
- Zgadnij kto (2005)
- xXx 2: Następny poziom (2005)
- Wykiwać klawisza (2005)
- Królowie Dogtown (2005)
- Rekin i Lava: Przygoda w 3D (2005)
- Czarownica (2005)
- Niewidzialny (2005)
- Deuce Bigalow: Boski żigolo w Europie (2005)
- Błękitna głębia (2005)
- Mgła (2005)
- Legenda Zorro (2005)
- Zathura – Kosmiczna przygoda (2005)
- Rent (2005)
- Twoje, moje i nasze (2005)
- Wyznania gejszy (2005)
- Dick i Jane: Niezły ubaw (2005)
- Producenci (2005)
- Różowa Pantera (2006)
- Kolor zbrodni (2006)
- Grzanie ławy (2006)
- RV: Szalone wakacje na kółkach (2006)
- Kod da Vinci (2006)
- Maria Antonina (2006)
- Klik: I robisz, co chcesz (2006)
- Mały (2006)
- Straszny dom (2006)
- Ricky Bobby – Demon prędkości (2006)
- Zoom: Akademia superbohaterów (2006)
- Gang z boiska (2006)
- Wszyscy ludzie króla (2006)
- Sezon na misia (2006)
- The Grudge – Klątwa 2 (2006)
- Złów i wypuść (2006)
- Przypadek Harolda Cricka (2006)
- Casino Royale (2006)
- Holiday (2006)
- W pogoni za szczęściem (2006)
- Rocky Balboa (2006)
- Ghost Rider (2007)
- Posłańcy (2007)
- Zabić wspomnienia (2007)
- Jak długo jeszcze? (2007)
- Ktoś całkiem obcy (2007)
- Spider-Man 3 (2007)
- Królowie nocy (2007)
- Na fali (2007)
- Supersamiec (2007)
- Across the Universe (2007)
- 30 dni mroku (2007)
- Saawariya (2007)
- Idź twardo: Historia Deweya Coxa (2007)
- Koń wodny: Legenda głębin (2007)
- CJ7 (2008)
- 8 części prawdy (2008)
- Kochanice króla (2008)
- 21 (2008)
- Moja dziewczyna wychodzi za mąż (2008)
- Nie zadzieraj z fryzjerem (2008)
- Hancock (2008)
- Bracia przyrodni (2008)
- Boski chillout (2008)
- Króliczek (2008)
- Sezon na misia 2 (2008)
- Nick i Norah (2008)
- Quantum of Solace (2008)
- Siedem dusz (2008)
- Oficer Blart (2009)
- Różowa Pantera 2 (2009)
- The International (2009)
- Przeklęta liga (2009)
- Anioły i demony (2009)
- Terminator: Ocalenie (2009)
- Metro strachu (2009)
- Rok pierwszy (2009)
- Brzydka prawda (2009)
- Funny People (2009)
- Julie i Julia (2009)
- Klopsiki i inne zjawiska pogodowe (2009)
- Zombieland (2009)
- Michael Jackson’s This Is It (2009)
- 2012 (2009)
- Jump (2009)
- Słyszeliście o Morganach? (2009)

Lata 2010.
- Dorwać byłą (2010)
- Cemetery Junction (2010)
- Karate Kid (2010)
- Duże dzieci (2010)
- Salt (2010)
- Policja zastępcza (2010)
- Jedz, módl się, kochaj (2010)
- Skok na cnotę (2010)
- The Social Network (2010)
- Sezon na misia 3 (2010)
- Turysta (2010)
- Skąd wiesz? (2010)
- The Green Hornet (2011)
- Żona na niby (2011)
- Inwazja: Bitwa o Los Angeles (2011)
- Zła kobieta (2011)
- Heca w zoo (2011)
- Smerfy (2011)
- 30 minut lub mniej (2011)
- Bucky Larson: Urodzony gwiazdor (2011)
- Restless (2011)
- Moneyball (2011)
- Idy marcowe (2011)
- Przygody Tintina (2011)
- Anonimus (2011)
- Jack i Jill (2011)
- Artur ratuje gwiazdkę (2011)
- Dziewczyna z tatuażem (2011)
- Ghost Rider 2 (2011)
- 21 Jump Street (2012)
- Piraci! (2012)
- Faceci w czerni III (2012)
- Spadaj, tato (2012)
- Niesamowity Spider-Man (2012)
- Pamięć absolutna (2012)
- Dwoje do poprawki (2012)
- Bez hamulców (2012)
- Hotel Transylwania (2012)
- Mocne uderzenie (2012)
- Skyfall (2012)
- Wróg numer jeden (2012)
- Django (2012)
- 1000 lat po Ziemi (2013)
- To już jest koniec (2013)
- Świat w płomieniach (2013)
- Jeszcze większe dzieci (2013)
- Smerfy 2 (2013)
- Klopsiki kontratakują (2013)
- Kapitan Phillips (2013)
- American Hustle (2013)
- Obrońcy skarbów (2014)
- RoboCop (2014)
- Niesamowity Spider-Man 2 (2014)
- 22 Jump Street (2014)
- Bez litości (2014)
- Furia (2014)
- Chappie (2015)
- Piksele (2015)
- Hotel Transylwania 2 (2015)
- Spectre (2015)
- Piąta fala (2016)
- Angry Birds[1] (2016)
- Inferno (2016)
- Life (2017)
- Smerfy: Poszukiwacze zaginionej wioski (2017)
- Spider-Man: Homecoming (2017)
- Emotki. Film (2017)
- Blade Runner 2049 (2017)
- Jumanji: Przygoda w dżungli (2017)
- Piotruś Królik (2018)
- Hotel Transylwania 3 (2018)
- Bez litości 2 (2018)
- Venom (2018)
- Spider-Man: Daleko od domu (2019)
- Men in Black: International (2019)
- Angry Birds 2 (2019)
- Jumanji: Następny poziom (2019)

Lata 2020.
- Bad Boys for Life (2020)
- Bloodshot (2020)

Nadchodzące filmy
- Piotruś Królik 2: Na gigancie[2] (2021)
- Escape Room 2[3][4] (2021)
- Hotel Transylwania: Transformania[5][6] (2021)
- Pogromcy duchów. Dziedzictwo[7][8] (2021)
- Spider-Man: Bez drogi do domu[9][10] (2021)
- Niezatytułowany sequel filmu Spider-Man Uniwersum[4][11] (2022)
- Napoleon[12] (2023)

Filmy w opracowaniu
- Bad Boys 4[13]
- Bloodshot 2[14]
- The Hazel Wood[15][16][17][18]
- Niezatytułowany animowany spin-off Pogromców duchów[19][20][8]
- Niezatytułowany sequel filmu Jumanji: Następny poziom[21]
- Niezatytułowany spin-off Spider-Woman[22]